# The Last Shot (1946)
The Last Shot is een Britse film uit 1946, geregisseerd door John Fernhout.